# Bałupiany
Bałupiany (deutsch Ballupönen) ist ein Dorf in der polnischen Woiwodschaft Ermland-Masuren, das zur Stadt- und Landgemeinde Gołdap (Goldap) im Powiat Gołdapski gehört.

## Geographische Lage und Verkehrsanbindung
Bałupiany liegt vier Kilometer westlich der Stadt Gołdap an einer Nebenstraße (bis 1945 Teilstück der deutschen Reichsstraße 137), die die Kreisstadt mit dem unmittelbar an der polnisch-russischen Staatsgrenze gelegenen Dorf Mażucie (Masutschen)  verbindet. Innerorts endet eine von Grygieliszki (Grilskehmen) kommende Nebenstraße. Eine Bahnanbindung besteht nicht.

## Ortsname
Das heutige Bałupiany besaß im Laufe seiner Geschichte zahlreiche Namensformen: Ballupen (vor 1603), Ubaggen (vor 1785), Prachersdorf (um 1785), Ballupönen (nach 1785), Ballupönen Ksp. Goldap (bis 1938), Ballenau (1938 bis 1945).

## Geschichte
Das  seinerzeit Ballupen genannte Dorf wurde vor 1590 gegründet. Am 18. März 1874 wurde der Ort Amtssitz und namensgebend für einen neu errichteten Amtsbezirk, der zum Kreis Goldap im Regierungsbezirk Gumbinnen der preußischen Provinz Ostpreußen gehörte. Er wurde vor 1908 in „Amtsbezirk Grilskehmen“ (ab 1939 „Amtsbezirk Grilsen“) umbenannt, in dessen Bereich Ballupönen bis 1945 eingegliedert blieb.
Im Jahre 1910 zählte der Gutsbezirk Ballupönen 226, das Dorf 109 Einwohner. Die Gesamtzahl sank bis 1933 auf 112 und belief sich 1939 – der Ort war 1938 in „Ballenau“ umbenannt worden – nur noch auf 99.
In Kriegsfolge kam Ballenau 1945 zu Polen. Heute ist es eine Ortschaft im Verbund der Stadt- und Landgemeinde Gołdap im Powiat Gołdapski in der Woiwodschaft Ermland-Masuren (zwischen 1975 und 1998 Woiwodschaft Suwałki).

### Amtsbezirk Ballupönen
Von 1874 bis vor 1908 gehörten zum Amtsbezirk Ballupönen neun kommunale Einheiten:
| Name                   | Änderungsname (1938 bis 1945) | Polnischer bzw. russischer Name |
| ---------------------- | ----------------------------- | ------------------------------- |
| Ballupönen Ksp. Goldap | Ballenau                      | Bałupiany                       |
| Barkowo                | Barkau                        | Barkowo                         |
| Czerwonnen             | Rotenau (seit 1934)           | Czerwone                        |
| Grilskehmen            | Grilsen                       | Grygieliszki                    |
| Groß Dumbeln           | Erlensee                      | Maloje Ischewskoje              |
| Kuiken Ksp. Goldap     | Tannenhorst                   | Kujki Dolne                     |
| Liegetrocken           |                               | Łobody                          |
| Morathen               | Bergesruh seit 1935           | Mozęty                          |
| Sammonienen            | Klarfließ                     | Samoniny                        |

Alle neun Dörfer wurden vor 1908 in den Amtsbezirk Grilskehmen umgegliedert.

## Religionen
Die überwiegende Zahl der Einwohner Ballupönens war vor 1945 evangelischer Konfession. Das Dorf war in das Kirchspiel der Alten Kirche in Goldap eingepfarrt, die zum Kirchenkreis Goldap in der Kirchenprovinz Ostpreußen der Evangelischen Kirche der Altpreußischen Union gehörte. Auch katholische Kirchenglieder waren einer Pfarrei in Goldap zugeordnet.
Nach 1945 ist die Bevölkerung Bałupianys fast ausnahmslos katholischer Konfession. Die Pfarrgemeinde befindet sich nach wie vor in der Kreisstadt Gołdap im Dekanat Gołdap im jetzigen Bistum Ełk der Katholischen kirche in Polen. Hier lebende evangelische Kirchenglieder gehören auch weiterhin zu Gołdap, wobei die Kirchengemeinde dort jetzt eine Filialgemeinde von Suwałki ist und zur Diözese Masuren der Evangelisch-Augsburgischen Kirche in Polen gehört.